# El seductor
El seductor è un film del 1995 diretto da José Luis García Sánchez.

## Trama
Il quindicenne Cosme perde la testa per la sua nuova vicina, Merche, ma tutti i suoi sforzi per andare a letto con lei sono ostacolati dalla sua famiglia, dalla cameriera e gelosia della sua ragazza del liceo.